# Campeonato Europeu Júnior de Natação de 2001
O Campeonato Europeu Júnior de Natação de 2001 foi a 28ª edição do evento organizado pela Liga Europeia de Natação (LEN). As provas correram em Valeta em Malta entre 5 e 12 de julho de 2001, sendo realizado de 5 a 8 de julho as provas de natação e de 9 a 12 de julho as de saltos ornamentais. Teve como destaque a Hungria com nove medalhas de ouro.

## Participantes
- Natação: Feminino de 15 a 16 anos (1986 e 1985) e masculino de 17 a 18 anos (1984 e 1983).
- Saltos Ornamentais: Grupo A é composto por saltadores de 16, 17 e 18 anos (1985, 1984 e 1983), tanto masculino quanto feminino. Grupo B é composto por saltadores de 14 a 15 anos (1987 e 1986), tanto masculino quanto feminino.

## Medalhistas

### Natação
Os resultados foram os seguintes. 
Masculino
| Evento          | Ouro                                                                               | Ouro     | Prata                                                                                | Prata    | Bronze                                                                       | Bronze   |
| 50 m Livre      | Croácia · Duje Draganja                                                            | 23.05    | França · Germain Cayette                                                             | 23.34    | Alemanha · Benjamin Friedrich                                                | 23.49    |
| 100 m Livre     | Croácia · Duje Draganja                                                            | 49.95    | Rússia · Maxim Skrynnikov                                                            | 51.11    | Chéquia · Martin Skacha                                                      | 51.52    |
| 200 m Livre     | Rússia · Denis Rodkin                                                              | 1:51.77  | Espanha · Olaf Wildeboer                                                             | 1:51.91  | França · Paul Alain Kersale                                                  | 1:52.01  |
| 400 m Livre     | Rússia · Jurij Prilukov                                                            | 3:57.33  | Alemanha · Philipp Möller                                                            | 3:58.17  | Grécia · Andreas Zisimos                                                     | 3:58.50  |
| 1500 m Livre    | França · Guy Noël Schmitt                                                          | 15:30.40 | Espanha · Javier Núñez Molano                                                        | 15:39.75 | Grécia · Andreas Zisimos                                                     | 15:41.90 |
| 50 m Costas     | Hungria · Viktor Bodrogi                                                           | 26.19    | Ucrânia · Pavlo Illichov                                                             | 26.81    | Suíça · Flori Lang                                                           | 26.84    |
| 100 m Costas    | Hungria · Viktor Bodrogi                                                           | 56.03    | Ucrânia · Andriy Oleynyk                                                             | 57.23    | Itália · Enrico Catalano                                                     | 57.38    |
| 200 m Costas    | Hungria · Viktor Bodrogi                                                           | 1:59.29  | Ucrânia · Andriy Oleynyk                                                             | 2:03.56  | Rússia · Arkadij Vjatčanin                                                   | 2:03.98  |
| 50 m Peito      | Rússia · Sergei Liubinov                                                           | 29.25    | Eslovênia · Matjaž Markič                                                            | 29.29    | Islândia · Jon Oddur Sigurdsson                                              | 29.44    |
| 100 m Peito     | Países Baixos · Thijs van Valkengoed                                               | 1:03.67  | Rússia · Sergei Liubinov                                                             | 1:04.16  | Alemanha · Jan Papenbrock                                                    | 1:04.57  |
| 200 m Peito     | Países Baixos · Thijs van Valkengoed                                               | 2:16.01  | Rússia · Aleksei Tiurin                                                              | 2:17.44  | Estónia · Vladimir Labzin                                                    | 2:17.72  |
| 50 m Borboleta  | Croácia · Duje Draganja                                                            | 24.58    | Iugoslávia · Milorad Čavić                                                           | 24.66    | Ucrânia · Serhiy Advena                                                      | 24.85    |
| 100 m Borboleta | Iugoslávia · Milorad Čavić                                                         | 54.18    | Ucrânia · Serhiy Advena                                                              | 54.66    | Alemanha · Leif-Marten Krueger                                               | 54.86    |
| 200 m Borboleta | Grécia · Ioannis Drymonakos                                                        | 1:59.51  | Hungria · Viktor Bodrogi                                                             | 1:59.75  | Ucrânia · Serhiy Advena                                                      | 2:01.65  |
| 200 m Medley    | Reino Unido · James Goddard                                                        | 2:02.66  | Países Baixos · Nick van den Zandt                                                   | 2:04.53  | Rússia · Igor Berezutskiy                                                    | 2:05.44  |
| 400 m Medley    | Reino Unido · James Goddard                                                        | 4:19.30  | França · Pierre Henri                                                                | 4:21.39  | Grécia · Vasilios Demetis                                                    | 4:22.32  |
| 4x100 m Livre   | Alemanha · Helge Meeuw · Thomas Rueter · Robert Welzl · Leif Marten Krüger         | 3:26.68  | França · Grégory Mallet · Germain Cayette · Clement Vanhack · Paul Alain Kersale     | 3:27.05  | Rússia · Evgeny Korotyshkin · Iuri Ufimtsev · Taras Kit · Maksim Skrynnikov  | 3:28.37  |
| 4x200 m Livre   | França · Paul Alain Kersale · Matthieu Madelaine · Pierre Henri · Guy Noël Schmitt | 7:31.15  | Alemanha · Robert Welzl · Thomas Rueter · Helge Meeuw · Philipp Möller               | 7:31.72  | Rússia · Igor' Berezuckij · Jurij Ufimtsev · Jurij Prilukov · Denis Rodkin   | 7:31.91  |
| 4x100 m Medley  | Hungria · Viktor Bodrogi · Mate Humor · Gergely Meszaros · Mate Bunda              | 3:46.17  | Rússia · Arkadij Vjatčanin · Sergei Liubimov · Nikolay Skvortsov · Maksim Skrynnikov | 3:48.18  | Alemanha · Helge Meeuw · Jan Papenbrock · Leif Marten Krüger · Thomas Rueter | 3:48.81  |

Feminino
| Evento          | Ouro                                                                                | Ouro    | Prata | Prata   | Bronze                                                                                  | Bronze   |
| 50 m Livre      | Bielorrússia · Aljaksandra Herasimenja                                              | 25.53   | Polónia · Agata Korc                                                                                       | 25.84   | Roménia · Cristina Tatar                                                                | 26.18    |
| 100 m Livre     | Bielorrússia · Aljaksandra Herasimenja                                              | 56.92   | Polónia · Agata Korc                                                                                       | 57.33   | Países Baixos · Celina Lemmen                                                           | 57.47    |
| 200 m Livre     | Grécia · Zoi Dimoschaki                                                             | 2:01.94 | Países Baixos · Celina Lemmen                                                                              | 2:03.27 | Rússia · Ekaterina Nasyrova                                                             | 2:03.76  |
| 400 m Livre     | Grécia · Zoi Dimoschaki                                                             | 4:11.59 | Hungria · Éva Risztov                                                                                      | 4:16.17 | Ucrânia · Ol'ga Beresneva                                                               | 4:16.43  |
| 800 m Livre     | Hungria · Éva Risztov                                                               | 8:43.37 | Ucrânia · Ol'ga Beresneva                                                                                  | 8:43.78 | Rússia · Daria Belyakina                                                                | 8:52.37  |
| 50 m Costas     | Bielorrússia · Aljaksandra Herasimenja                                              | 29.55   | França · Laure Manaudou                                                                                    | 29.71   | Dinamarca · Louise Ørnstedt                                                             | 30.02    |
| 100 m Costas    | Dinamarca · Louise Ørnstedt                                                         | 1:03.26 | França · Laure Manaudou                                                                                    | 1:03.66 | Ucrânia · Iryna Amšennikova                                                             | 1:04.24  |
| 200 m Costas    | Rússia · Ekaterina Lopareva                                                         | 2:16.21 | Roménia · Valentina Brat                                                                                   | 2:16.29 | Eslovênia · Anja Carman                                                                 | 2:16.57  |
| 50 m Peito      | Áustria · Mirna Jukić                                                               | 32.83   | Eslovênia · Tamara Sambrailo                                                                               | 33.01   | Alemanha · Carolin Boehm                                                                | 33.09    |
| 100 m Peito     | Áustria · Mirna Jukić                                                               | 1:10.23 | Alemanha · Lisa Schoelhammer                                                                               | 1:10.90 | Eslovênia · Tamara Sambrailo                                                            | 1:11.84  |
| 200 m Peito     | Áustria · Mirna Jukić                                                               | 2:28.41 | Hungria · Diana Remenyi                                                                                    | 2:31.33 | Alemanha · Lisa Schoelhammer                                                            | 2:31.78  |
| 50 m Borboleta  | Itália · Cristina Maccagnola                                                        | 27.26   | Países Baixos · Inge Dekker                                                                                | 27.99   | Alemanha · Catherine Friedrich                                                          | 28.43    |
| 100 m Borboleta | Itália · Cristina Maccagnola                                                        | 1:01.07 | Alemanha · Catherine Friedrich                                                                             | 1:01.65 | Portugal · Sara Oliveira                                                                | 1:02.66  |
| 200 m Borboleta | Hungria · Éva Risztov                                                               | 2:13.91 | Macedônia do Norte Vesna Stojanovska                                                                       | 2:16.91 | Itália · Cristina Malagamba                                                             | 2:17. 22 |
| 200 m Medley    | Hungria · Éva Risztov                                                               | 2:17.82 | Hungria · Katalin Molnár                                                                                   | 2:18.80 | França · Sophie De Ronchi                                                               | 2:19.33  |
| 400 m Medley    | Hungria · Diana Remenyi                                                             | 4:48.51 | Hungria · Katalin Molnár                                                                                   | 4:51.67 | Reino Unido · Julia Preston                                                             | 4:51.80  |
| 4x100 m Livre   | Alemanha · Sonja Schöber · Catrin Wandzik · Laura Hohmann · Tanja Hachmann-Thiessen | 3:50.42 | Espanha · Maria Fuster Martinez · Esther Bosch Gras · Eunate Alcantarilla Garro · Melissa Caballero Ayasse | 3:54.41 | Rússia · Dinara Mingajdinova · Daria Belyakina · Polina Chornikova · Ekaterina Nasyrova | 3:54.47  |
| 4x200 m Livre   | Hungria · Viktoria Molnár · Krisztina Lipcsei · Katalin Molnár · Éva Risztov        | 8:19.19 | Rússia · Daria Belyakina · Dinara Mingajdinova · Polina Chornikova · Ekaterina Nasyrova                    | 8:20.91 | Alemanha · Janina Lorenz · Natascha Kraus · Silke Nowotzin · Tanja Hachmann-Thiessen    | 8:21.45  |
| 4x100 m Medley  | Alemanha · Julia Baum · Lisa Schoelhammer · Catherine Friedrich · Catrin Wandzik    | 4:14.29 | Hungria · Andrea Palmai · Diana Remenyi · Éva Risztov · Viktoria Molnár                                    | 4:16.86 | Suécia · Ida Boerjesson · Caroline Drab · Gabriella Fagundez · Ida Marko-Varga          | 4:19.21  |

### Saltos ornamentais

#### Grupo A
Masculino
| Evento                              | Ouro                                          | Ouro   | Prata                                        | Prata  | Bronze                                       | Bronze |
| Trampolim 1 m individual            | Ucrânia · Jurij Shlyakhov                     | 486.55 | Itália · Christopher Sacchin                 | 465.30 | Rússia · Dimitry Starodubtsev                | 427.45 |
| Trampolim 3 m individual            | Ucrânia · Jurij Shlyakhov                     | 502.15 | Itália · Christopher Sacchin                 | 464.55 | Bielorrússia · Vitali Sergeev                | 450.15 |
| Trampolim 3 m sincronizado cat A +B | Ucrânia · Jurij Shlyakhov · Gennadyi Kutsenko | 267.59 | Itália · Michele Benedetti · Emanuele Marini | 258.03 | Grécia · Alexandros Spirou · Argiris Varalis | 254.85 |
| Plataforma 10 m individual          | Rússia · Dmitri Dobroskok                     | 516.90 | Alemanha · Norman Becker                     | 468.10 | Ucrânia · Mark Shyshylov                     | 445.30 |

Feminino
| Evento                              | Ouro                                                     | Ouro   | Prata                                         | Prata  | Bronze                                  | Bronze |
| Trampolim 1 m individual            | Alemanha · Katja Dieckow                                 | 379.65 | Itália · Maria Marconi                        | 378.95 | Itália · Tania Cagnotto                 | 366.30 |
| Trampolim 3 m individual            | Itália · Tania Cagnotto                                  | 422.70 | Rússia · Anastasia Podzniakova                | 407.30 | Hungria · Nóra Barta                    | 403.75 |
| Trampolim 3 m sincronizado cat A +B | Bielorrússia · Nastassia Salivonchik · Daria Polayuskaya | 247.68 | Grécia · Eleni Hatzimitrou · Ntina Georgiatou | 229.59 | Reino Unido · Stacie Powell · Sarah Soo | 226.50 |
| Plataforma 10 m individual          | Alemanha · Anna Kiess                                    | 382.85 | Itália · Tania Cagnotto                       | 382.75 | Itália · Valentina Marocchi             | 372.15 |

#### Grupo B
Masculino
| Evento                     | Ouro                                | Ouro   | Prata                         | Prata  | Bronze                       | Bronze |
| Trampolim 1 m individual   | Rússia · Oleg Aleksandrovič Vikulov | 314.05 | Rússia · Sergei Nazin         | 310.45 | Polónia · Grzegorz Szczepek  | 305.85 |
| Trampolim 3 m individual   | Rússia · Oleg Aleksandrovič Vikulov | 366.20 | Ucrânia · Konstantin Meliyaev | 357.90 | Itália · Francesco Dell'Uomo | 347.10 |
| Plataforma 10 m individual | Itália · Francesco Dell'Uomo        | 318.65 | Itália · Gabrio Mauri         | 316.15 | Grécia · Sotiris Trakas      | 313.40 |

Feminino
| Evento                     | Ouro                         | Ouro   | Prata                      | Prata  | Bronze                     | Bronze |
| Trampolim 1 m individual   | Ucrânia · Olena Fedorova     | 326.30 | Rússia · Nadežda Bažina    | 311.55 | França · Clemence Monnery  | 307.95 |
| Trampolim 3 m individual   | Rússia · Nadežda Bažina      | 346.10 | Itália · Paola Garofoli    | 340.00 | Ucrânia · Olena Fedorova   | 339.15 |
| Plataforma 10 m individual | Ucrânia · Viktoria Suprunova | 294.5  | Alemanha · Katarina Heinke | 288.45 | Itália · Annapaola Tocchio | 283.95 |

## Quadro de medalhas
| Ordem | País          | Medalha de ouro | Medalha de prata | Medalha de bronze | Total |
| ----- | ------------- | --------------- | ---------------- | ----------------- | ----- |
| 1     | Hungria       | 9               | 6                | 1                 | 16    |
| 2     | Rússia        | 8               | 8                | 8                 | 24    |
| 3     | Alemanha      | 5               | 6                | 8                 | 19    |
| 4     | Ucrânia       | 5               | 6                | 6                 | 17    |
| 5     | Itália        | 4               | 7                | 6                 | 17    |
| 6     | Bielorrússia  | 4               | 0                | 1                 | 5     |
| 7     | Grécia        | 3               | 1                | 5                 | 9     |
| 8     | Áustria       | 3               | 0                | 0                 | 3     |
| 8     | Croácia       | 3               | 0                | 0                 | 3     |
| 10    | França        | 2               | 5                | 3                 | 10    |
| 11    | Países Baixos | 2               | 4                | 1                 | 7     |
| 12    | Reino Unido   | 2               | 0                | 2                 | 4     |
| 13    | Iugoslávia    | 1               | 1                | 0                 | 2     |
| 14    | Dinamarca     | 1               | 0                | 1                 | 2     |
| 15    | Espanha       | 0               | 3                | 0                 | 3     |
| 16    | Eslovênia     | 0               | 2                | 2                 | 4     |
| 17    | Polónia       | 0               | 2                | 1                 | 3     |
| 18    | Roménia       | 0               | 1                | 1                 | 2     |
| 19    | Chéquia       | 0               | 0                | 1                 | 1     |
| 19    | Estónia       | 0               | 0                | 1                 | 1     |
| 19    | Islândia      | 0               | 0                | 1                 | 1     |
| 19    | Portugal      | 0               | 0                | 1                 | 1     |
| 19    | Suécia        | 0               | 0                | 1                 | 1     |
| 19    | Suíça         | 0               | 0                | 1                 | 1     |
| Total | Total         | 52              | 52               | 52                | 156   |